# Aek Tanduk
Aek Tanduk is een bestuurslaag in het regentschap Padang Lawas van de provincie Noord-Sumatra, Indonesië. Aek Tanduk telt 107 inwoners (volkstelling 2010).